# Marc-André ter Stegen
Marc-André ter Stegen esc.ⓘ (Mönchengladbach, 30 de abril de 1992) é um futebolista alemão que atua como goleiro. Atualmente defende o Barcelona e a Seleção Alemã.

## Clubes

### Borussia Mönchengladbach

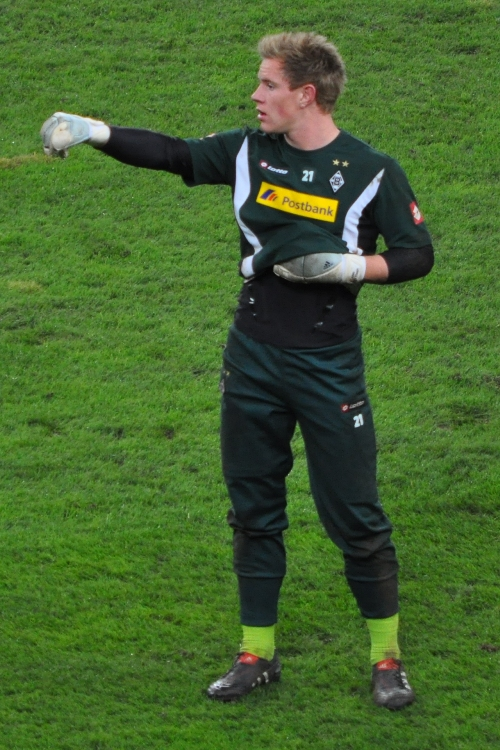
Ter Stegen em 2010.

Integrou o Borussia Mönchengladbach desde as categorias de base. Todavia, não chegou a atuar de goleiro desde o início; foi somente aos 10 anos, enquanto performava na equipe como atacante, que Marc-André foi levado à baliza por conta da pouca confiabilidade no goleiro juvenil da equipe mediante a seus constantes sangramentos nasais. Relutante, o pré-adolescente aceitou o desafio e apanhou a posição com muito talento ao longo dos anos.
Seu talento com as mãos, mas principalmente com os pés, ampliados pelos seus anos como jogador de ataque, fizeram com que o jogador, no futuro, fosse amplamente elogiado pelo talento pouco comum aos guarda-redes.
Vencendo prêmio na Base, o jogador recebera muita expectativa com o passar dos anos. Ao atingir os 18 anos, viu a equipe estar em uma situação muito delicada na Bundesliga de 2010–11, já que o Gladbach era o último colocado. Então, após performances ruins de Logan Bailly, o titular, o treinador Lucien Favre direcionou seus olhar à Base e viu em ter Stegen a esperança de melhores performances no gol e uma busca pela permanência.
Estreou, então, na Bundesliga em 10 de abril de 2011 em partida contra o Colônia. Atuando por 90 minutos, o alemão sofreu um gol, mas a equipe conquistou a vitória por 5–1. Na ocasião, válida pela 29ª rodada, o goleiro impressionou a torcida pela sua "compostura" e foi o titular da equipe até o fim da temporada. Com o jovem em campo, a equipe levou apenas dois gols em cinco jogos – o que resultou na conquista de 10 pontos.
Esses pontos foram essenciais para que o clube buscasse garantir a permanência através dos play-offs de Rebaixamento. Performando contra o Bochum, no jogo de ida, ter Stegen garantiu um clean sheet e viu Igor de Camargo garantir a vitória nos acréscimos do segundo tempo e fechar o placar em 1–0. Na volta, fora de casa, Håvard Nordtveit fez um gol contra e abriu o placar ao clube oposto aos 24 minutos. Quando o marcador indicou 72, Marco Reus foi o herói que garantiu o empate e a permanência do Gladbach acertando um chute com o pé esquerdo no gol adversário.
Junto do talento de Reus, ter Stegen mostrou uma época muito sólida na Bundesliga de 2011–12, onde assumiu a titularidade da equipe de forma irrepreensível. Com 34 partidas jogadas, o goleiro deixou a meta limpa 15 vezes e sofreu 24 gols.

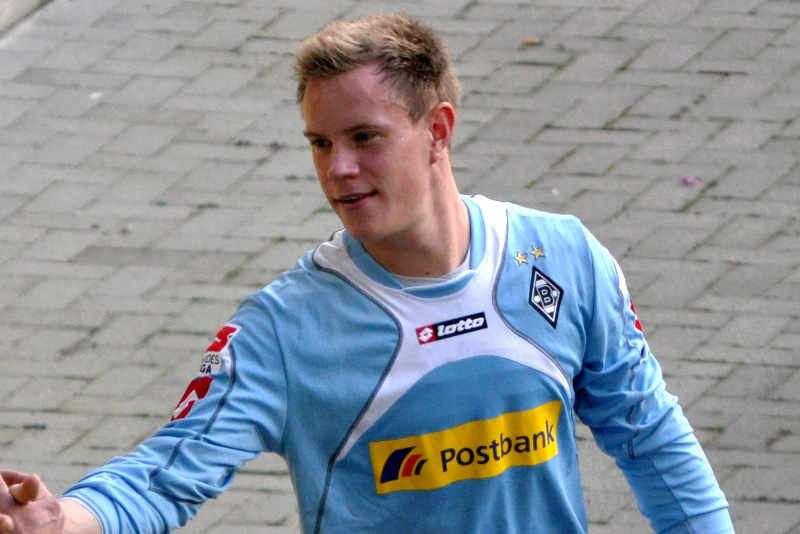
Ter Stegen em 2011.

Tanta solidez defensiva, impedindo vitórias como ao ajudar no triunfo de 1–0 contra o Bayern na rodada de abertura da liga, fez dele um guarda-redes ainda mais confiável. O clube atingiu a quarta colocação da Liga e ter Stegen foi convocado pela primeira vez na carreira para integrar a Seleção Alemã de Futebol em maio de 2012.
Os próximos dois anos foram menos positivos, já que o time jamais conseguira repetir os grandes resultados. Atuando 34 vezes na Bundesliga de 2012–13 e 2013–14, o goleiro conseguiu duas vezes garantir nove clean sheets, mas sofreu 47 e 43 gols respectivamente. Nesse percurso, ficou de fora da convocação para Copa do Mundo de 2014, onde a Alemanha atingiria o tetracampeonato. Insatisfeito de não ter atingido uma vaga na convocação de Joachim Löw, o goleiro decidiu sair da equipe para atingir uma equipe mais qualificada
Antes de deixar a equipe, o goleiro tivera grandes momentos defendendo pênaltis na Bundesliga de 2013–14 e na Copa da Alemanha de 2012–13. Cronologicamente, ter Stegen defendera sua primeira penalidade, dentro dos 90 minutos, em um empate por 1–1 contra o Stuttgart na Copa. Na ocasião, impediu Pascal Breier de abrir o placar aos 27 minutos. Em 2013, quase um ano depois, impediu que Thomas Müller chegasse às redes aos 68 minutos. Após a defesa com uma mão, a bola direcionou-se à trave maior e foi de encontro a Arjen Robben, mas sua tentativa de domínio com a parte superior do corpo foi infrutífera. Contudo, foi o suficiente para que a pelota atingisse a mão do jogador do Gladbach e ocasionasse a segunda cobrança de pênalti consecutivamente. Na segunda batida, dessa vez de David Alaba, o jogador do Bayern acertou o gol e fechou o placar em 3–1 ao FC Bayern München.

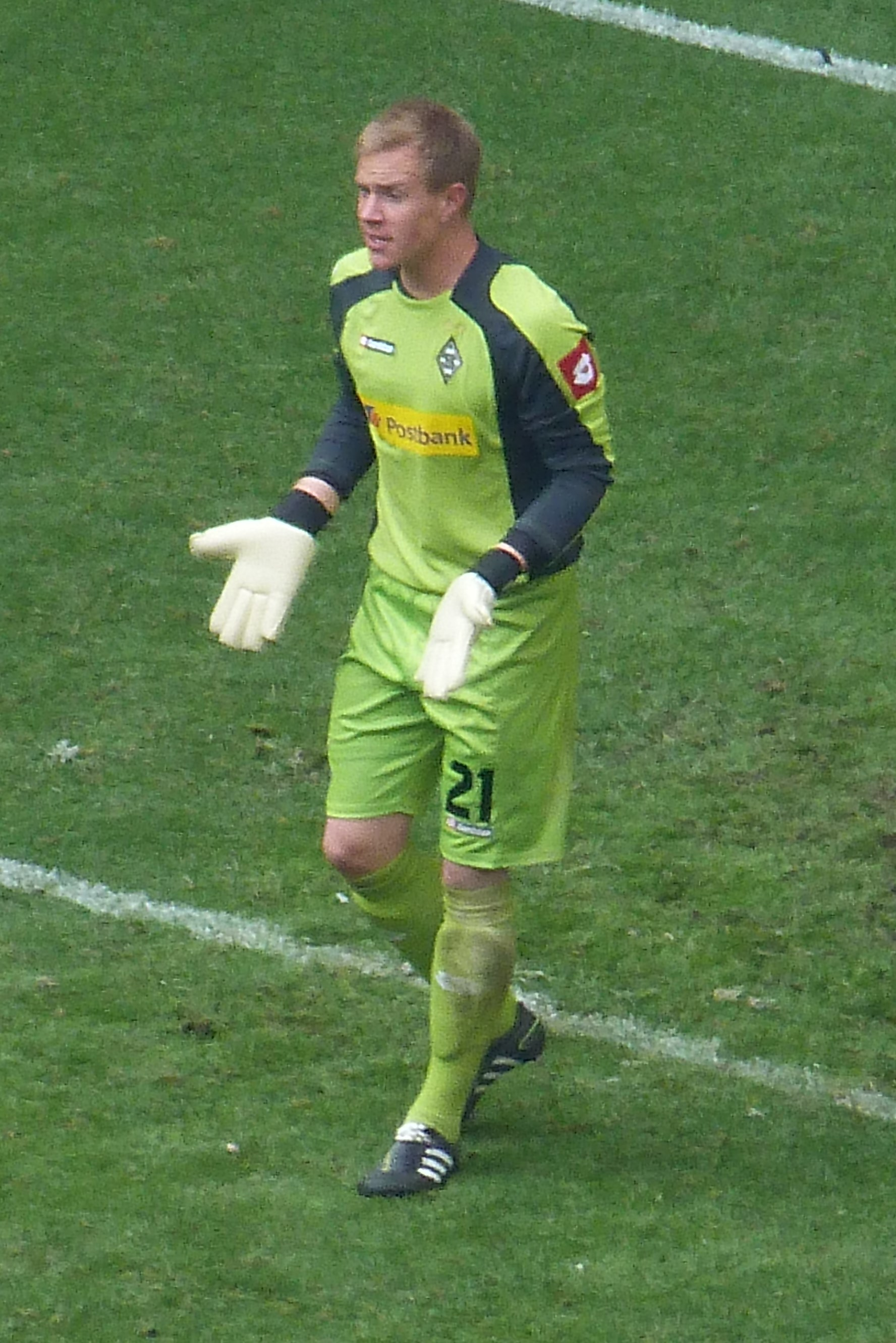
Ter Stegen em campo pelo Borussia em 2011.

Ainda em competições nacionais, ter Stegen nunca tivera nenhum título. Porém, colecionou alguns momentos importantes. Em 2011, foi herói na partida da Copa da Alemanha contra o Heideinheim ao defender duas penalidades em uma disputa por pênaltis que classificou o Borussia à próxima Fase. A equipe permaneceu vencendo até ser eliminada ao Bayern, novamente em pênaltis, mas sem que o goleiro impedisse algum gol do time oposto.
Sua última partida na Copa da Alemanha ocorreu em 4 de agosto de 2013. Lá, após um empate sem gols no tempo normal, defendeu um pênalti de Dominik Stroh-Engel, mas viu os companheiros errarem mais cobranças e eliminarem o Gladbach contra o SV Darmstadt 98.
A 4ª colocação na Bundesliga de 2011–12 fez a equipe brigar por uma vaga via Play-offs para Liga dos Campeões. Contudo, ao enfrentarem o Dinamo de Kiev, foram surpreendidos com uma vitória dos ucranianos por 3–1 na Alemanha. Quando rumaram à Ucrânia, venceram o jogo por 2–1, mas não alcançaram o placar agregado necessário para disputarem a Fase de Grupos.
Desse modo, disputaram a Liga Europa da UEFA de 2012–13. A campanha da equipe foi muito irregular, apesar de só terem uma derrota em seis jogos, só atingiram a segunda vitória na quinta rodada, repetindo o feito – sem ter Stegen em campo – no jogo seguinte contra o Fenerbahçe e somaram pontos o suficiente para ir aos 16 avos de final. Lá, fora eliminados pela Lazio em um placar agregado de 5–3.
Em maio de 2014, Marc-André decidiu deixar o Borussia Mönchengladbach após 127 partidas. Ano depois, já consolidado como um dos principais nomes da posição, ter Stegen afirmo que o Gladbach era um clube "excepcional" e que "seria ótimo voltar algum dia", mas não especificou se seria como jogador da equipe alemã.

### Barcelona

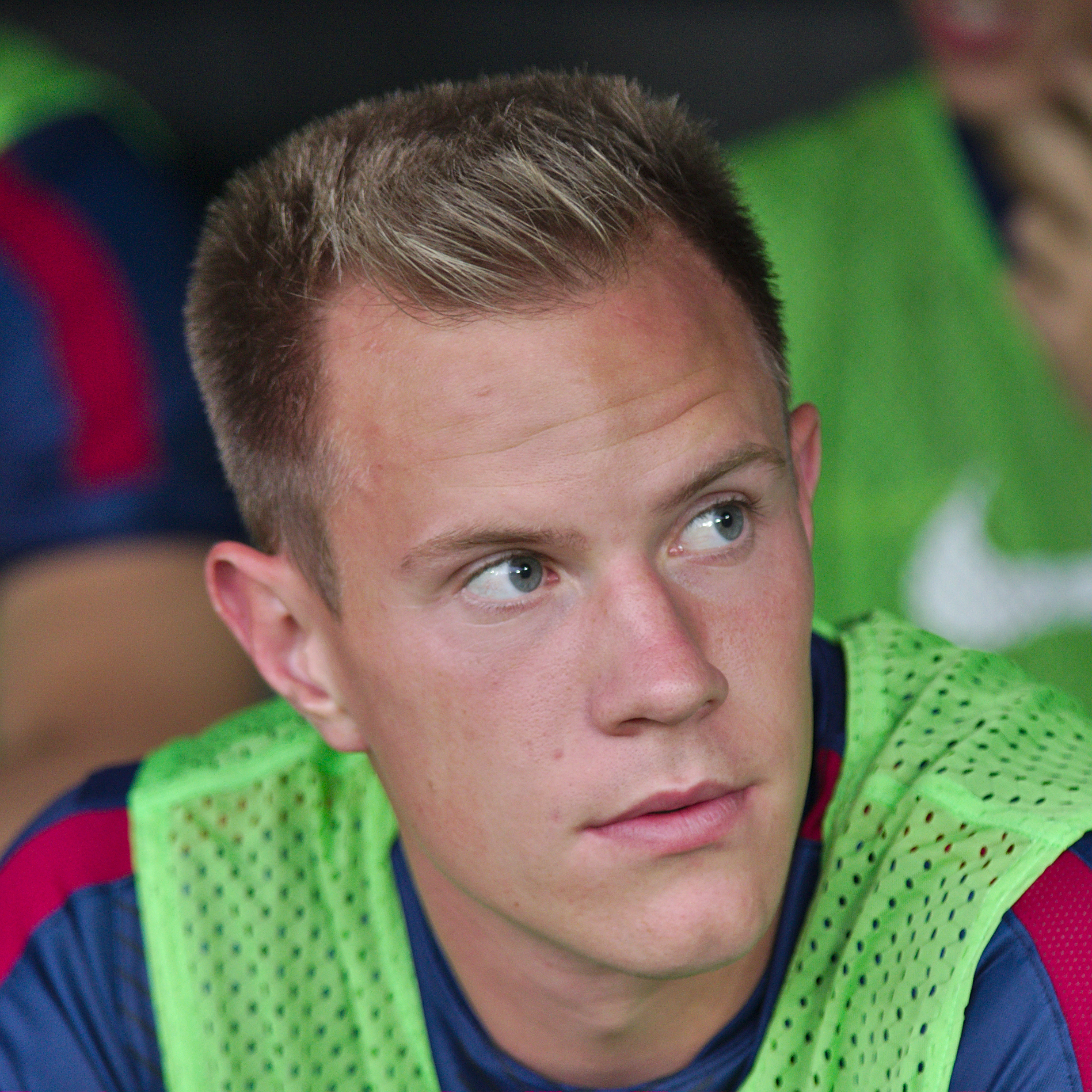
Ter Stegen em 2014.

Em 19 de maio de 2014, foi anunciado oficialmente como jogador do Barcelona. Dividiu a titularidade da equipe na posição com  Claudio Bravo: atuava nas partidas da Copa do Rei e Liga dos Campeões e o chileno na La Liga. No entanto, declarou em abril de 2015 que ambicionava jogar também nesta última competição.
Com a ida de Bravo para o Manchester City em agosto de 2016, assumiu a plena titularidade da equipe.
Em abril de 2024, Ter Stegen chegou a 408 partidas pelo Barcelona e se tornou o segundo estrangeiro com mais jogos oficiais pelo clube, atrás somente de Lionel Messi, com 778.
Em maio de 2024, a rádio Catalunya Ràdio publicou que ter Stegen se reuniu com Laporta e Deco e pediu a demissão de Xavi Hernández. O jogador negou a acusação.

## Seleção Alemã

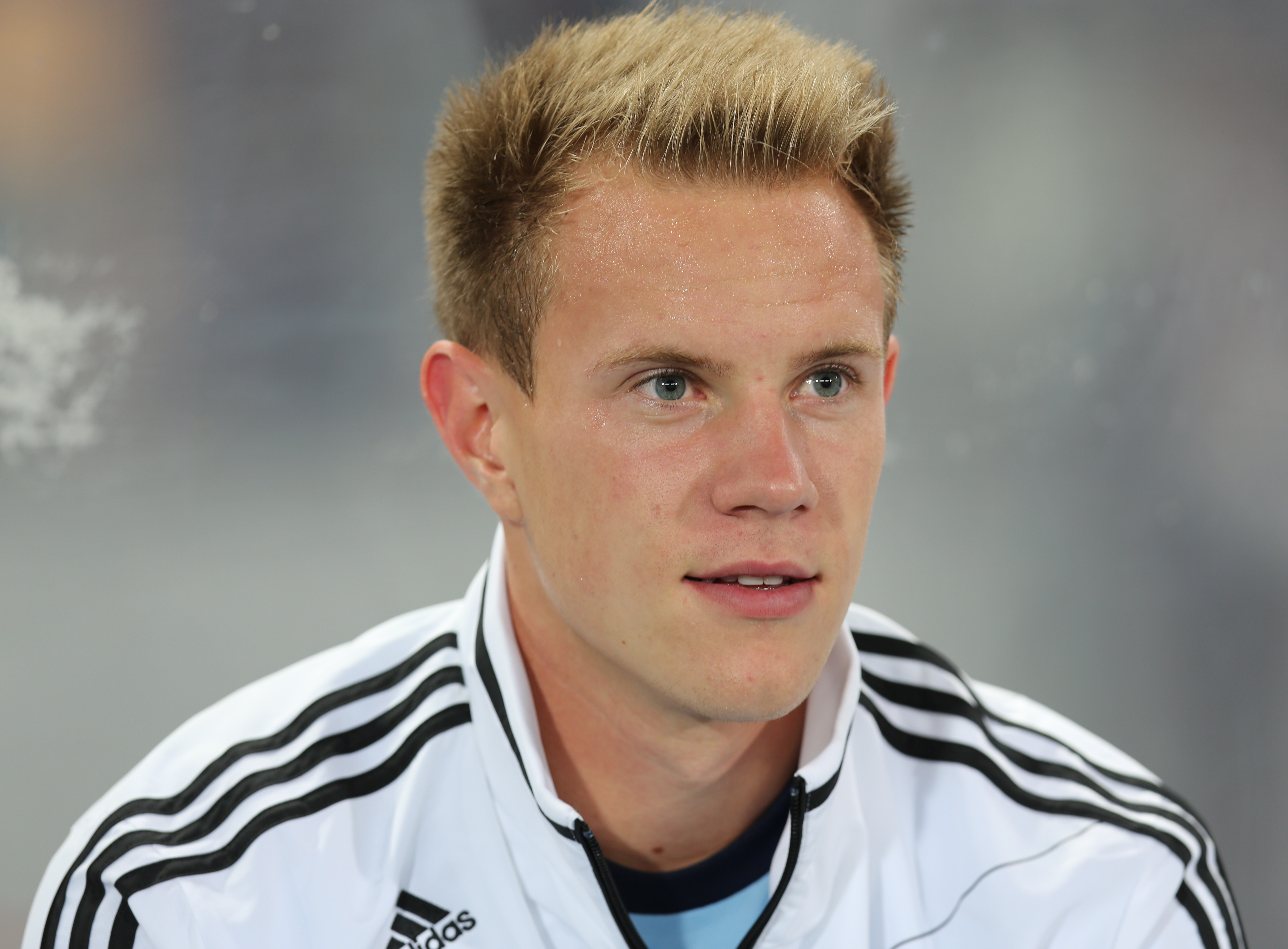
Ilustração

Estreou pela Seleção Alemã em 26 de maio de 2012 na derrota de 3–5 para a Suíça.
Em 9 de junho de 2016, foi convocado para a sua primeira competição pela Seleção Alemã, a Euro 2016. Foi reserva de Manuel Neuer na ocasião.
Em 17 de maio de 2017, já consolidado como titular no Barcelona, foi convocado para a Copa das Confederações de 2017, disputada pela Seleção Alemã com uma equipe alternativa, na qual conquistou o título inédito para o país. Ter Stegen foi titular em toda a competição.
Em 4 de junho de 2018, foi convocado para a Copa do Mundo FIFA de 2018. Porém, acabou perdendo a titularidade para o ídolo Alemão, Manuel Neuer, o que gerou um desconforto ao titular do Barcelona.

## Estatísticas
Atualizado em 19 de maio de 2020.

### Clubes
| Equipe                   | Temporada         | Campeonato nacional | Campeonato nacional | Copa nacional | Copa nacional | Competições continentais | Competições continentais | Outros torneios | Outros torneios | Total | Total |
| Equipe                   | Temporada         | Jogos               | Gols                | Jogos         | Gols          | Jogos                    | Gols                     | Jogos           | Gols            | Jogos | Gols  |
| ------------------------ | ----------------- | ------------------- | ------------------- | ------------- | ------------- | ------------------------ | ------------------------ | --------------- | --------------- | ----- | ----- |
| Borussia Mönchengladbach | 2010–11           | 6                   | 0                   | 0             | 0             | —                        | —                        | 2               | 0               | 8     | 0     |
| Borussia Mönchengladbach | 2011–12           | 34                  | 0                   | 5             | 0             | —                        | —                        | —               | —               | 39    | 0     |
| Borussia Mönchengladbach | 2012–13           | 34                  | 0                   | 2             | 0             | 9                        | 0                        | —               | —               | 45    | 0     |
| Borussia Mönchengladbach | 2013–14           | 34                  | 0                   | 1             | 0             | —                        | —                        | —               | —               | 35    | 0     |
| Borussia Mönchengladbach | Total             | 108                 | 0                   | 8             | 0             | 9                        | 0                        | 2               | 0               | 127   | 0     |
| Barcelona                | 2014–15           | 0                   | 0                   | 8             | 0             | 13                       | 0                        | —               | —               | 21    | 0     |
| Barcelona                | 2015–16           | 7                   | 0                   | 7             | 0             | 10                       | 0                        | 2               | 0               | 26    | 0     |
| Barcelona                | 2016–17           | 36                  | 0                   | 1             | 0             | 9                        | 0                        | 0               | 0               | 46    | 0     |
| Barcelona                | 2017–18           | 37                  | 0                   | 0             | 0             | 9                        | 0                        | 2               | 0               | 49    | 0     |
| Barcelona                | 2018–19           | 35                  | 0                   | 2             | 0             | 11                       | 0                        | 1               | 0               | 49    | 0     |
| Barcelona                | 2019–20           | 26                  | 0                   | 2             | 0             | 6                        | 0                        | 0               | 0               | 34    | 0     |
| Barcelona                | Total             | 141                 | 0                   | 20            | 0             | 58                       | 0                        | 5               | 0               | 224   | 0     |
| Total na carreira        | Total na carreira | 249                 | 0                   | 28            | 0             | 67                       | 0                        | 7               | 0               | 351   | 0     |

## Títulos
Barcelona
- Campeonato Espanhol: 2014–15, 2015–16, 2017–18, 2018–19, 2022–23 e 2024–25[29]
- Copa do Rei: 2014–15, 2015–16, 2016–17, 2017–18, 2020–21 e 2024–25[30]
- Supercopa da Espanha: 2016, 2018 e 2022–23
- Liga dos Campeões da UEFA: 2014–15
- Supercopa da UEFA: 2015
- Copa do Mundo de Clubes da FIFA: 2015[31]
- International Champions Cup: 2017
- Troféu Joan Gamper: 2017

Alemanha
- Eurocopa Sub-17: 2009
- Copa das Confederações FIFA: 2017

### Prêmios individuais
- Mesalha Fritz Walter de bronze Sub-17: 2009
- Medalha Fritz Walter de ouro Sub-19: 2011
- Melhor defesa da temporada UEFA: 2014–15[32]
- Elenco da temporada da Liga dos Campeões da UEFA: 2014–15[33] 2018–19 [34]
- Final da Copa das Confederações de 2017 - Man of the Match[35]
- Equipe do Ano da UEFA: 2018[36]
- 2° Melhor Goleiro do Mundo The Best FIFA Football Awards 2019